# Маріо Струйкенс
Маріо Струйкенс (нід. Mario Stroeykens, нар. 29 вересня 2004, Зеллік, Бельгія) — бельгійський футболіст конголезького походження, атакувальний півзахисник клубу «Андерлехт».

## Ігрова кар'єра

### Клубна
Маріо Струйкенс є вихованцем футбольної академії столичного клубу «Андерлехт», до якої він приєднався у віці 11 років. Перед сезоном 2020/21 футболіст був внесений у заявку першої команди. В кінці 2020 року Струйкенс підписав з клубом контракт на три роки. Дебютну гру в основі в чемпіонаті Бельгії Струйкенс провів 15 січня 2021 року, коли вийшов на заміну у матчі проти «Ейпена».

### Збірна
З 2019 року Маріо Струйкенс пройшов через юнацькі збірні Бельгії. У 2023 році він дебютував у складі молодіжної збірної Бельгії.